# VTNet T League 2019
Giải bóng đá vô địch Trung tâm Kỹ thuật Toàn cầu VTNet mở rộng 2019 (hay còn có tên gọi khác cũng là tên gọi chính thức Summer T-League - 2019) là mùa giải thứ đầu tiên do Trung tâm Kỹ thuật Toàn cầu - Tổng công ty Mạng lưới Viettel tổ chức năm 2019, chào mừng 30 năm ngày thành lập tập đoàn Viettel

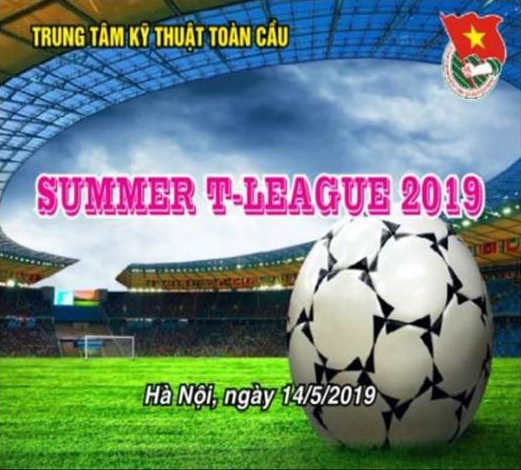

## Các đội tham dự

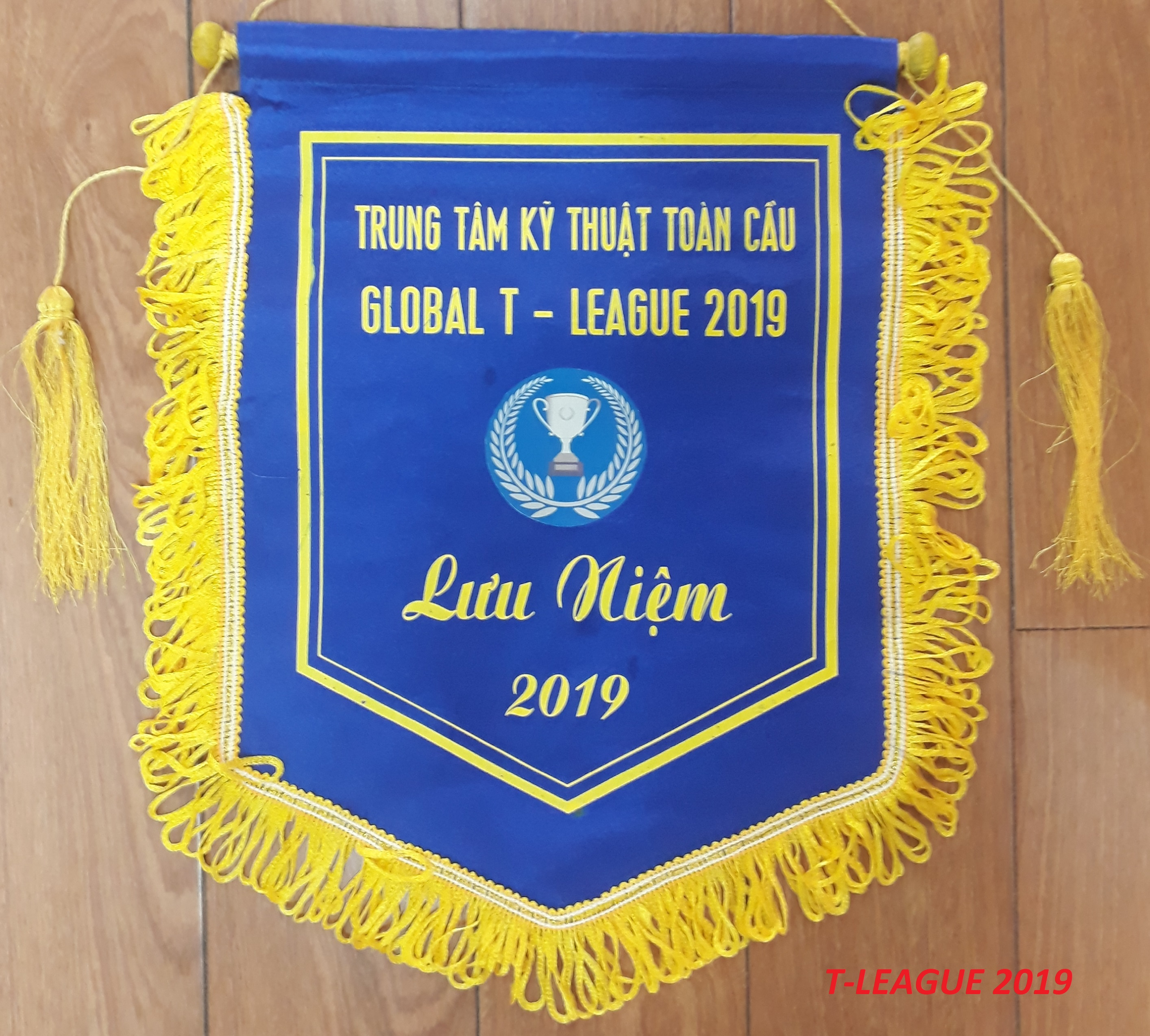
T-League 2019 Flag

### Các đội bóng

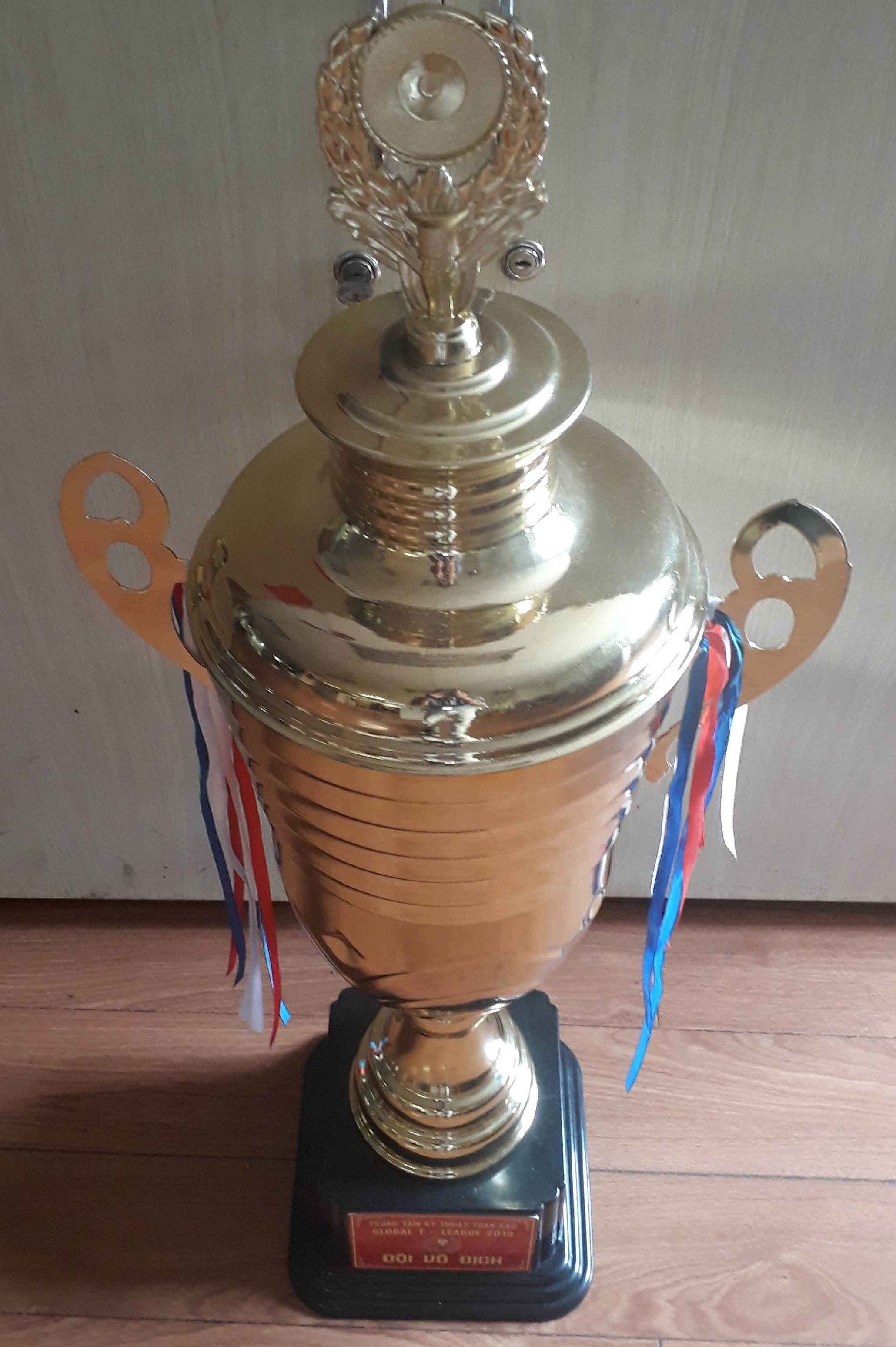
Cup vô địch T-League 2019

| STT | Tên đội bóng        | Tên viết tắt | Trưởng đoàn | Đội trưởng | Số cầu thủ | Sân nhà | Sức chứa |
| --- | ------------------- | ------------ | ----------- | ---------- | ---------- | ------- | -------- |
| 1   | Công nghệ Thông tin | CNTT         |             |            |            |         |          |
| 2   | Mạng lõi            | ML           |             |            |            |         |          |
| 3   | Quy hoạch Vô tuyến  | QHVT         |             |            |            |         |          |
| 4   | BO-IP&CĐBR-KV1      | BO&KV1       |             |            |            |         |          |
| 5   | Truyền dẫn          | TD           |             |            |            |         |          |
| 6   | Cơ điện             | CĐ           |             |            |            |         |          |
| 7   | Tối ưu Vô tuyến     | TƯVT         |             |            |            |         |          |
| 8   | Cố định Băng rộng   | CĐBR         |             |            |            |         |          |

## Lịch thi đấu và kết quả

### Lịch thi đấu
| Trận số | Ngày       | Thứ | Giờ   | Sân | Trận đấu      | Tỉ số | Số khán giả | Cầu thủ ghi bàn                       | Cầu thủ ghi bàn                                           | Thẻ vàng | Thẻ đỏ            | Trọng tài | Ghi chú |
| ------- | ---------- | --- | ----- | --- | ------------- | ----- | ----------- | ------------------------------------- | --------------------------------------------------------- | -------- | ----------------- | --------- | ------- |
| 1       | 14/05/2019 | T3  | 16:30 | 1   | CNTT - TƯVT   | 5-1   |             | Unknown Unknown                       | Unknown                                                   |          |                   |           |         |
| 2       | 14/05/2019 | T3  | 16:30 | 2   | CĐ - QHVT     | 1-3   |             | Unknown                               | Unknown Unknown                                           |          |                   |           |         |
| 3       | 18/05/2019 | T7  | 17:00 | 1   | CĐBR - ML     | 1-4   |             | Unknown                               | Nguyễn Tuấn Tú Hoàng Văn Tuân Lê Thanh Tùng Hồ Diên Lương |          |                   |           |         |
| 4       | 18/05/2019 | T7  | 18:00 | 1   | TD - BO&KV1   | 2-2   |             | Unknown Unknown                       | Unknown Unknown                                           |          |                   |           |         |
| 5       | 21/05/2019 | T3  | 20:00 | 1   | CĐ - TƯVT     | 2-2   |             | Unknown Unknown                       | Unknown Unknown                                           |          |                   |           |         |
| 6       | 30/05/2019 | T5  | 16:30 | 1   | TD - QHVT     | 1-1   |             | Unknown                               | Unknown                                                   |          |                   |           |         |
| 7       | 30/05/2019 | T5  | 19:00 | 1   | CNTT - ML     | 0-0   |             |                                       |                                                           |          | Nguyễn Minh Thắng |           |         |
| 8       | 30/05/2019 | T5  | 20:00 | 1   | CĐ - BO&KV1   | 1-4   |             | Unknown                               | Unknown Unknown                                           |          |                   |           |         |
| 9       | 31/05/2019 | T6  | 16:30 | 2   | CĐBR - TƯVT   | 4-0   |             | Unknown Unknown                       |                                                           |          |                   |           |         |
| 10      | 05/06/2019 | T4  | 16:30 | 1   | CĐ - ML       | 1-4   |             | Unknown                               | Nguyễn Minh Thắng Nguyễn Minh Thắng                       |          |                   |           |         |
| 11      | 05/06/2019 | T4  | 16:30 | 2   | CNTT - QHVT   | 4-1   |             | Unknown Unknown                       | Unknown                                                   |          |                   |           |         |
| 12      | 07/06/2019 | T6  | 16:30 | 1   | CĐBR - BO&KV1 | 0-1   |             |                                       | Unknown                                                   |          |                   |           |         |
| 13      | 07/06/2019 | T6  | 16:30 | 2   | TD - TƯVT     | 2-4   |             | Unknown Unknown                       | Unknown Unknown                                           |          |                   |           |         |
| 14      | 13/06/2019 | T5  | 16:30 | 1   | ML- QHVT      | 1-0   |             | Nguyễn Minh Thắng                     |                                                           |          |                   |           |         |
| 15      | 13/06/2019 | T5  | 16:30 | 2   | CNTT - TD     | 0-2   |             |                                       | Unknown Unknown                                           |          |                   |           |         |
| 16      | 14/06/2019 | T6  | 16:30 | 1   | TƯVT - BO&KV1 | 0-5   |             |                                       | Unknown Unknown                                           |          |                   |           |         |
| 17      | 15/06/2019 | T7  | 16:30 | 1   | CĐBR - CĐ     | 2-2   |             | Đặng Quốc Tuấn Trần Anh Dũng          | Unknown Unknown                                           |          |                   |           |         |
| 18      | 18/06/2019 | T4  | 16:30 | 1   | CĐ - TD       | 0-1   |             |                                       |                                                           |          |                   |           |         |
| 19      | 18/06/2019 | T4  | 16:30 | 2   | ML - TƯVT     | 3-4   |             | Trịnh Thế Huy Hà Cao Vân Timothy (x2) | Nguyễn Minh Thắng Nguyễn Văn Công Nguyễn Tuấn Tú          |          |                   |           |         |
| 20      | 20/06/2019 | T5  | 17:00 | 1   | CĐBR - CNTT   | 1-4   |             | Unknown                               | Unknown Unknown                                           |          |                   |           |         |
| 21      | 20/06/2019 | T5  | 18:00 | 2   | QHVT - BO&KV1 | 1-3   |             | Unknown                               | Unknown Unknown                                           |          |                   |           |         |
| 22      | 26/06/2019 | T4  | 16:30 | 1   | CĐ - CNTT     | 0-1   |             |                                       | Unknown                                                   |          |                   |           |         |
| 23      | 26/06/2019 | T4  | 16:30 | 2   | ML - BO&KV1   | 0-1   |             |                                       | Unknown                                                   |          |                   |           |         |
| 24      | 29/06/2019 | T7  | 16:30 | 1   | CĐBR - TD     | 1-0   |             |                                       |                                                           |          |                   |           |         |
| 25      | 29/06/2019 | T7  | 16:30 | 2   | QHVT - TƯVT   | 3-4   |             |                                       |                                                           |          |                   |           |         |
| 26      | 04/07/2019 | T5  | 16:30 | 1   | CĐBR - QHVT   |       |             |                                       |                                                           |          |                   |           |         |
| 27      | 05/07/2019 | T6  | 16:30 | 1   | CNTT - BO&KV1 |       |             |                                       |                                                           |          |                   |           |         |
| 28      | 05/07/2019 | T6  | 16:30 | 2   | ML - TD       |       |             |                                       |                                                           |          |                   |           |         |

- Cập  nhật: 01/7/2019

| Đội bóng            | Kết quả | ML _________ | QHVT _________ | BO&KV1 _________ | TD _________ | CĐ _________ | TƯVT _________ | CĐBR _________ |
| Công nghệ Thông tin | CNTT    | 0-0          | 4-1            | 06/07/2019       | 0-2          | 1-0          | 5-1            | 4-1            |
| Mạng lõi            | ML      | X            | 1-0            | 0-1              | 06/07/2019   | 4-1          | 3-4            | 4-1            |
| Quy hoạch Vô tuyến  | QHVT    | X            | X              | 1-3              | 1-1          | 3-1          | 3-4            | 05/07/2019     |
| BO-IP&CĐBR-KV1      | BO&KV1  | X            | X              | X                | 2-2          | 4-1          | 5-0            | 1-0            |
| Truyền dẫn          | TD      | X            | X              | X                | X            | 1-0          | 2-4            | 0-1            |
| Cơ điện             | CĐ      | X            | X              | X                | X            | X            | 2-2            | 2-2            |
| Tối ưu Vô tuyến     | TƯVT    | X            | X              | X                | X            | X            | X              | 0-4            |
| Cố định Băng rộng   | CĐBR    | X            | X              | X                | X            | X            | X              | X              |

### Bảng xếp hạng đội bóng
| XH | Đội bóng            | Viết tắt | ST | T | H | B | BT | BB | HS  | Điểm |
| -- | ------------------- | -------- | -- | - | - | - | -- | -- | --- | ---- |
| 1  | BO-IP&CĐBR-KV1      | BO&KV1   | 6  | 5 | 1 | 0 | 16 | 4  | +12 | 16   |
| 2  | Công nghệ Thông tin | CNTT     | 6  | 4 | 1 | 1 | 14 | 5  | +9  | 13   |
| 3  | Mạng lõi            | ML       | 6  | 3 | 1 | 2 | 12 | 7  | +5  | 10   |
| 4  | Tối ưu Vô tuyến     | TƯVT     | 7  | 3 | 1 | 3 | 15 | 24 | -9  | 10   |
| 5  | Truyền dẫn          | TD       | 6  | 2 | 2 | 2 | 8  | 8  | +0  | 8    |
| 6  | Cố định Băng rộng   | CĐBR     | 6  | 2 | 1 | 3 | 9  | 10 | -1  | 7    |
| 7  | Quy hoạch Vô tuyến  | QHVT     | 6  | 1 | 1 | 4 | 9  | 14 | -5  | 4    |
| 8  | Cơ điện             | CĐ       | 7  | 0 | 2 | 5 | 7  | 17 | -10 | 2    |

- Cập  nhật: 01/7/2019

### Danh sách cầu thủ ghi bàn
| XH | Cầu thủ           | Đội bóng            | Viết tắt | Số bàn thắng |
| -- | ----------------- | ------------------- | -------- | ------------ |
| 1  | Nguyễn Quang Ninh | Công nghệ Thông tin | CNTT     | 7            |
| 2  | Nguyễn Minh Thắng | Mạng lõi            | ML       | 6            |
| 3  | Phùng Văn Bách    | BO-IP&CĐBR-KV1      | BO&KV1   | 4            |
| 3  | Nguyễn Thanh Quân | BO-IP&CĐBR-KV1      | BO&KV1   | 4            |
| 3  | Nguyễn Duy Nam    | Công nghệ Thông tin | CNTT     | 4            |
| 6  | Nguyễn Đức Trung  | Cơ điện             | CĐ       | 3            |
| 6  | Nghiêm Xuân Sơn   | Cố định Băng rộng   | CĐBR     | 3            |
| 6  | Đoàn Anh Tuấn     | Tối ưu Vô tuyến     | TƯVT     | 3            |
| 6  | Hà Cao Vân        | Quy hoạch Vô tuyến  | QHVT     | 3            |
| 10 | Dư Văn Cường      | Truyền dẫn          | TD       | 2            |
| 10 | Nguyễn Tuấn Tú    | Mạng lõi            | ML       | 2(*)         |
| 10 | Timothy           | Tối ưu Vô tuyến     | TƯVT     | 2            |
| 10 | Trịnh Thế Huy     | Tối ưu Vô tuyến     | TƯVT     | 2            |
| -  | Nguyễn Thành Nam  | Cơ điện             | CĐ       | 1            |
| -  | Phan Văn Tân      | Cố định Băng rộng   | CĐBR     | 1            |
| -  | Nguyễn Huy Ngọc   | Công nghệ Thông tin | CNTT     | 1            |
| -  | Đỗ Bá Sơn         | Quy hoạch Vô tuyến  | QHVT     | 1            |
| -  | Đỗ Ngọc Long      | Quy hoạch Vô tuyến  | QHVT     | 1            |
| -  | Nguyễn Hoàng Minh | Quy hoạch Vô tuyến  | QHVT     | 1            |
| -  | Đinh Trường Giang | Quy hoạch Vô tuyến  | QHVT     | 1            |
| -  | Vũ Quang Huy      | BO-IP&CĐBR-KV1      | BO&KV1   | 1            |
| -  | Hoàng Văn Tuân    | Mạng lõi            | ML       | 1            |
| -  | Lê Thanh Tùng     | Mạng lõi            | ML       | 1            |
| -  | Hồ Diên Lương     | Mạng lõi            | ML       | 1            |
| -  | Nguyễn Văn Công   | Mạng lõi            | ML       | 1            |
| -  | Hồ Xuân Linh      | Tối ưu Vô tuyến     | TƯVT     | 1            |
| -  | Đinh Văn Doanh    | Tối ưu Vô tuyến     | TƯVT     | 1            |
| -  | Cao Ngọc Anh      | Quy hoạch Vô tuyến  | QHVT     | 1            |
| -  | Mạnh Minh Tuấn    | Truyền dẫn          | TD       | 1            |
| -  | Nguyễn Quốc Dũng  | Truyền dẫn          | TD       | 1            |

- Cập  nhật: 19/6/2019, chưa cập nhật 2 bàn thắng trận CNTT-TD và 5 bàn thắng trận BO-IP&CDBR-KV1 - TUVT, 4 bàn thắng trận CĐ-CĐBR, 1 bàn thắng trận TD-CĐ và các trận tiếp theo.